# Stromatocyphella aceris
Stromatocyphella aceris är en svampart som beskrevs av W.B. Cooke 1961. Stromatocyphella aceris ingår i släktet Stromatocyphella och familjen Marasmiaceae.   Inga underarter finns listade i Catalogue of Life.